# Yeşiltaş, Darende
Yeşiltaş là một xã thuộc huyện Darende, tỉnh Malatya, Thổ Nhĩ Kỳ. Dân số thời điểm năm 2011 là 538 người.